# Collema
Колема (Collema) — рід лишайників родини коллемові (Collemataceae)). Назва вперше опублікована 1780 року.

## Будова
Талом листуватий, дуже зрідка накипний, гомеомірний, в сухому стані шкірястий і ламкий, при зволожені сильно розбухає і стає слизьким. Колір талома темний, чорнуватий чи свинцево-сірий. Апотеції леканоричні.

## Поширення та середовище існування
Епіфіти чи епіліти.

## Види
База даних Species Fungorum станом на 26.09.2019 налічує 27 видів:
- Collema actinoptychum
- Collema callopismum
- Collema coniophilum
- Collema crispum
- Collema cristatum
- Collema flaccidum
- Collema furfuraceum
- Collema glaucophthalmum
- Collema glebulentum
- Collema implicatum
- Collema insulare
- Collema japonicum
- Collema laeve
- Collema leptaleum
- Collema leucocarpum
- Collema nigrescens
- Collema pulcellum
- Collema pustulatum
- Collema quadriloculare
- Collema rugosum
- Collema ryssoleum
- Collema sichuanense
- Collema subconveniens
- Collema subflaccidum
- Collema subnigrescens
- Collema substipitatum
- Collema undulatum

## Галерея

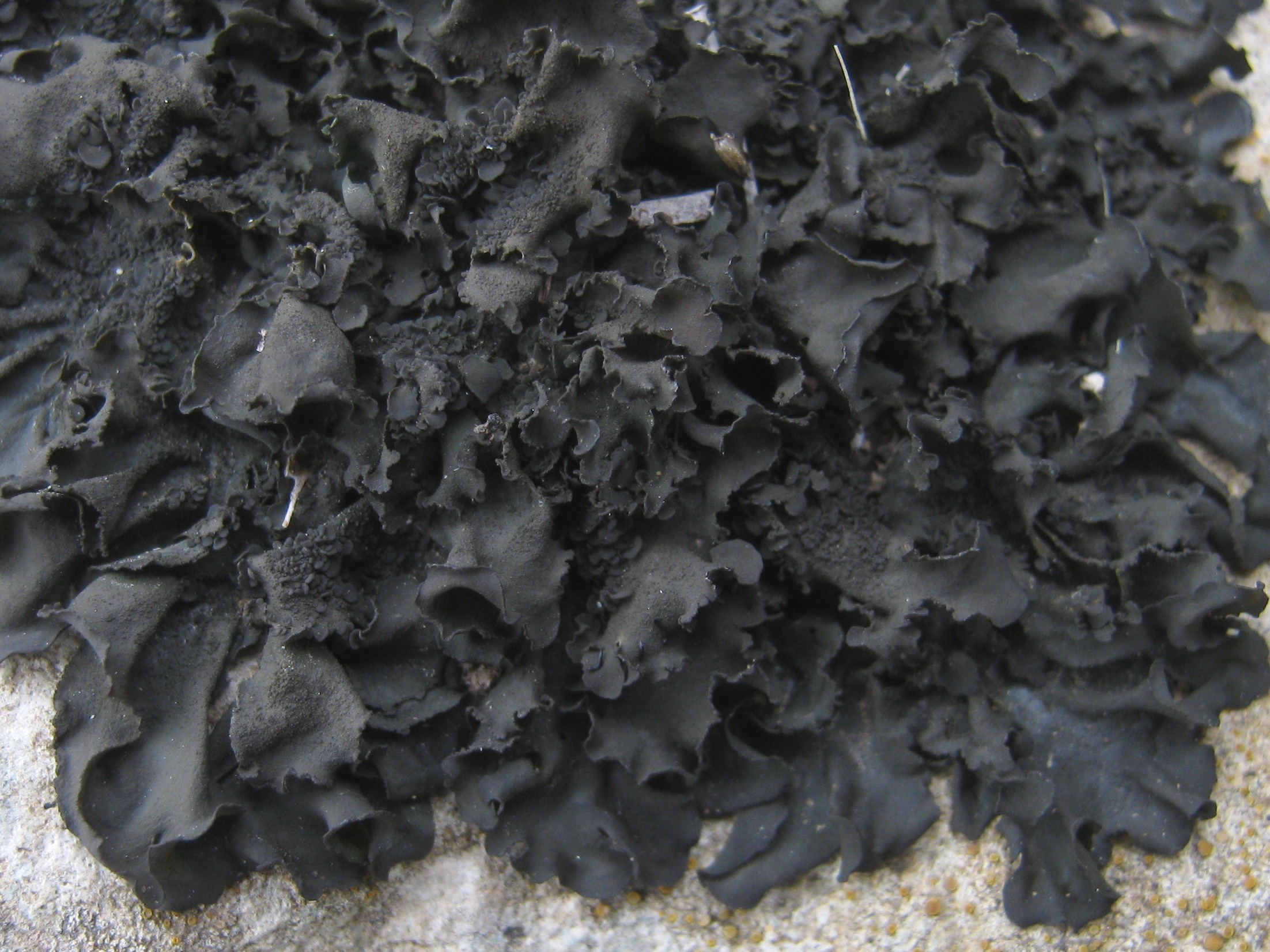
Collema flaccidum
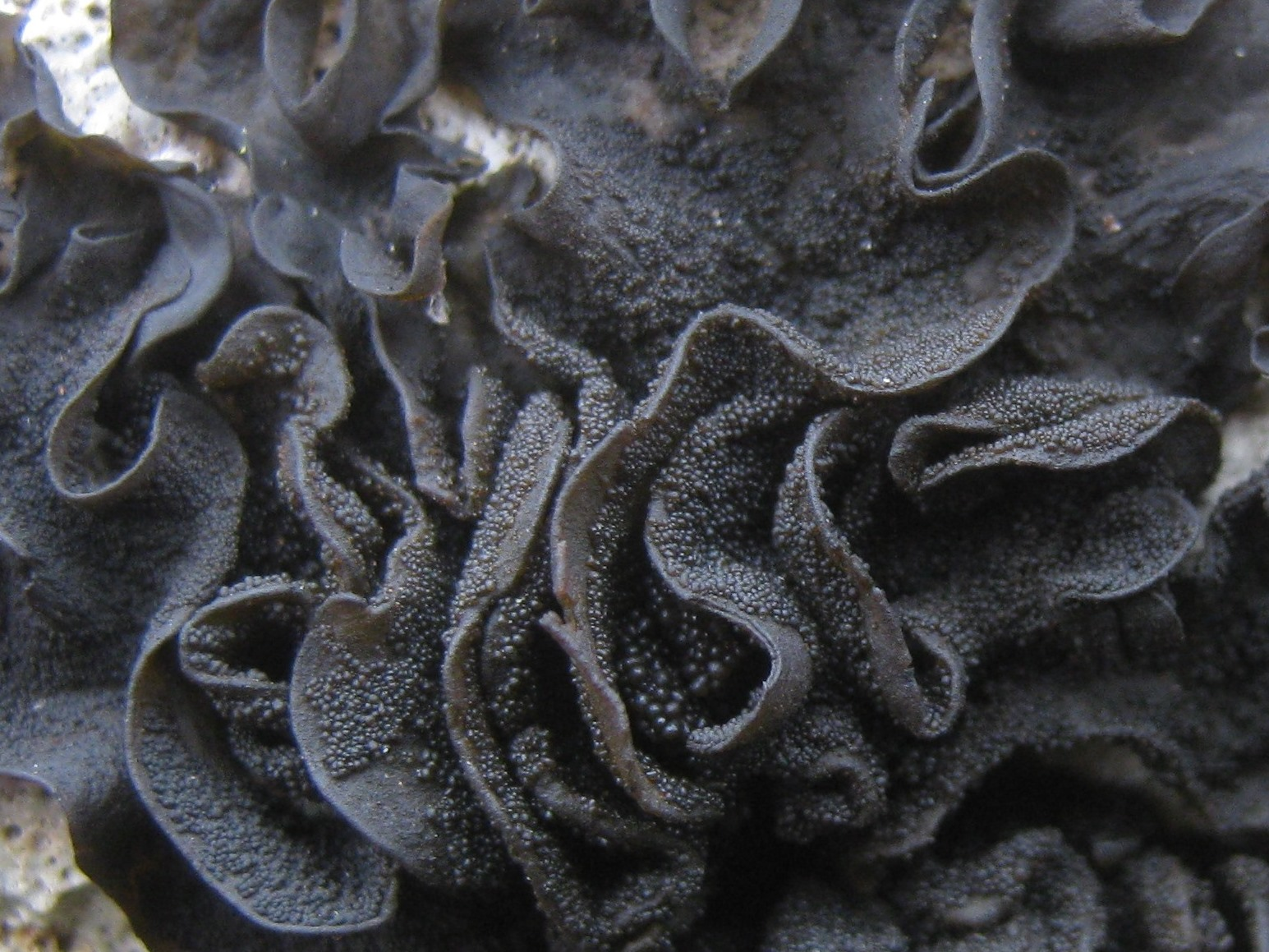
Collema subflaccidum
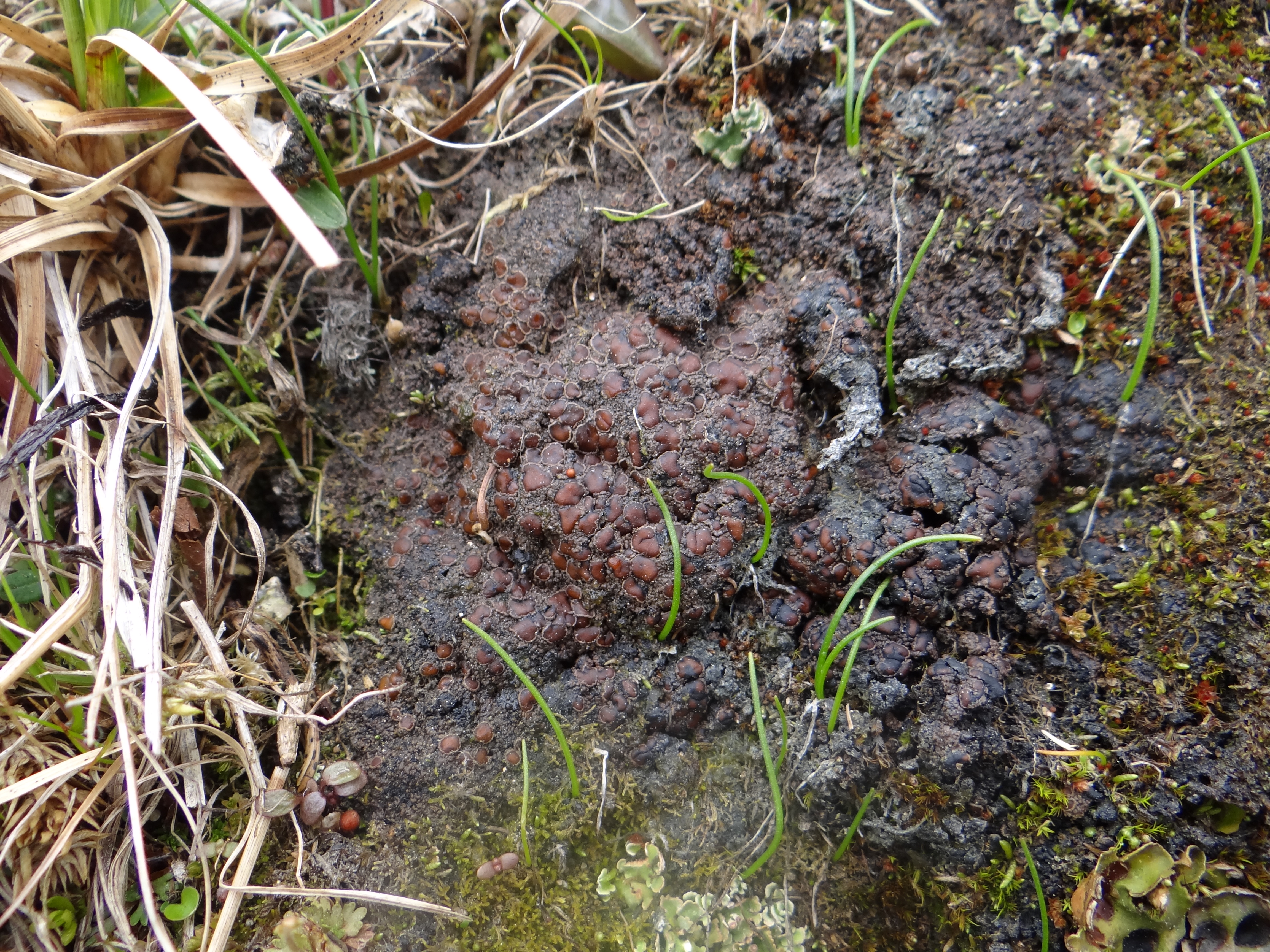
Collema tenax